# Ormuz (isla)
Ormuz (en persa: Hormoz) es una isla iraní en el golfo Pérsico. Se encuentra en la mitad del estrecho de Ormuz, a 18 km al este de la isla Qeshm y cerca de 16 km al sudeste de Bandar Abbas. Forma parte de la  provincia de Hormozgán.
Tiene un área de 42 km². La parte más ancha tiene 8 km y el punto más alto está a 186 m s. n. m.
Su superficie está cubierta de capas de sedimento volcánico y de sal.
La isla no tiene agua potable, por lo que los ingenieros iraníes decidieron utilizar agua transportada en tuberías desde el continente.
Debido a la falta de lluvias, y a los suelos salinos, no hay plantas o pastos en la isla.
Especialistas botánicos de Irán han plantado árboles de hara.
La exportación de suelo cultivable a algunos países árabes alrededor del golfo Pérsico es una de las entradas principales de divisas de la isla.
Formó parte del territorio gobernado por los portugueses (1515-1622). La isla fue ocupada por una flota combinada del Imperio safávida y de la Compañía Británica de las Indias Orientales el 22 de abril de 1622, la captura anglo-persa de Ormuz.

## Castillo portugués
Una atracción turística de la isla es el Fuerte de los Portugueses. 
Es un castillo de piedra roja, construido sobre un promontorio en la punta norte de la isla.
Se trata de uno de los últimos monumentos sobrevivientes del reinado de los portugueses en el golfo Pérsico.
Originalmente estaba separado del resto de la isla por un foso (cuyas trazas aún hoy pueden verse).
La mayor parte del techo se hundió hace siglos.